# Sint-Lucia-amazone
De Sint-Lucia-amazone of blauwmaskeramazone (Amazona versicolor) is een amazonepapegaai uit de familie papegaaien van Afrika en de Nieuwe Wereld (Psittacidae). Het is een voor uitsterven kwetsbare, endemische vogelsoort op Saint Lucia (Caraïbisch gebied). 

## Kenmerken
Deze papegaai is 43 centimeter lang en is zeer kleurrijk en luidruchtig. Het is de nationale vogel van de eilandstaat Saint Lucia. De kop van de vogel is van voren geheel blauw. De veren hebben overal donkere randjes waardoor een schubbenpatroon ontstaat. Het blauw van het "gezicht" gaat naar achter over in groen en van voren heeft de vogel een grote rode vlek op de borst die naar de buik toe overgaat in een roodbruin schubbenpatroon dat op de onderbuik weer geleidelijk verandert in geelgroen. Opvallend in vlucht is de rode spiegel op de vleugels en de donkerblauwe slagpennen.

## Verspreiding en leefgebied
Deze soort is endemisch op Saint Lucia waar hij voorkomt in ongerepte, vochtige bergbossen in het midden van het eiland, meestal tussen 500 en 900 meter boven zeeniveau. Deze papegaai wordt ook wel waargenomen in secundair bos.

## Beschermingsstatus
De Sint-Lucia-amazone heeft een zeer klein verspreidingsgebied en daardoor blijft de kans op uitsterven aanwezig. De grootte van de populatie werd in 2016 door BirdLife International geschat op 230 tot 330 volwassen individuen. Het leefgebied van de vogel is sinds de jaren 1950 erg gekrompen. In 1975 is begonnen met de bescherming van de vogel. Het werd de nationale vogel van de eilandstaat. Jacht en vangst werden verboden en er zijn beschermde gebieden ingesteld. Verder worden vogels in gevangenschap gekweekt en weer losgelaten om de wilde populatie te versterken. In 1995 werden op die manier 19 jonge vogels vrijgelaten. Het kappen van grote bomen vindt echter nog steeds plaats en ook de lobby tegen het jachtverbod blijft actief. Daarom staat deze soort als kwetsbaar op de Rode Lijst van de IUCN.